# Capitulare de villis

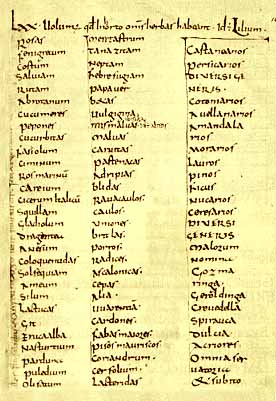
Kapitel LXX des Capitulare de villis vel curtis imperii

Das Capitulare de villis vel curtis imperii (Caroli Magni), kurz Capitulare de villis (Karls des Großen) genannt, ist eine Landgüterverordnung, die Karl der Große als detaillierte Vorschrift über die Verwaltung der Krongüter erließ. Dieses Kapitular ist eine berühmte Quelle für die Wirtschafts-, speziell die Agrar- und Gartenbaugeschichte. Der Titel wird oft auch mit et statt vel und mit imperialibus statt imperii geschrieben.
Verfasst wurde die Domänenverordnung im Auftrag des Kaisers. Der Zeitraum der Entstehung ist umstritten; ältere Angaben zur Datierung reichen von 770–800 bis 810–813, zwei neuere Datierungen lauten „ca. 795“ und 792–800. Auch ein Verfasser ist nicht bekannt.
Der Erlass ist in einer einzigen Handschrift überliefert, die in der Herzog August Bibliothek in Wolfenbüttel als Codex Guelferbytanus 254 Helmstediensis aufbewahrt wird.

## Zweck
Das Capitulare de villis schreibt die Dreifelderwirtschaft, den Weinbau, die Obstpflege, die Zucht von Hausvieh und Herdenvieh, Pferden, Rindern, Schafen, Schweinen, Ziegen, Bienen, Fischen bis ins einzelne als Bestandteile vorbildlicher Musterwirtschaften vor. Dabei greift die Verordnung auch auf noch vorhandenes Wissen über die römische Landwirtschaft zurück.
Die Vorschriften in den einzelnen Kapiteln (d. h. Abschnitten) der insgesamt recht kurzen Verordnung sind recht detailliert. So wird zum Beispiel vorgeschrieben, wie lange die Stuten zu den Hengsten geführt werden, welche Inventare zum Beispiel über Werkzeuge zu führen sind, dass Wein in Fässern, nicht in Weinschläuchen aufzubewahren ist, und dass die Trauben wegen der Reinlichkeit nicht mit den Füßen zu entsaften sind (Kapitel 48).
Der Erlass über die Krongüter sollte die Versorgung Karls des Großen und seines großen Hofes sichern, der sich laufend auf Reisen befand. Es galt, die königlichen Pfalzen mit entsprechenden Vorräten auszustatten. Im Vorfeld hatte es mehrere Nahrungsengpässe gegeben, die durch eine straffe Organisation der Güter vermieden werden sollten. Das Hauptaugenmerk lag dabei auf der genauen Anweisung der Verwalter. Die Ertragssteigerung und Sicherung sollte vor allem durch eine Verbesserung der Organisation und der Einführung einer genauen und regelmäßigen Buchhaltung erreicht werden. Deutlich legte das Capitulare auch fest, in welcher Weise der Verwalter mit den königlichen Lehensleuten umzugehen hatte. Der Verwalter musste sich dabei an sehr strenge Regeln halten. Selbst bei Verstößen der Lehensleute konnte er nicht strafen, sondern musste sie vor Gericht bringen. Vorschriften über Anbaumethoden fehlen dagegen. Es ist nicht davon auszugehen, dass alle beschriebenen Pflanzen und Einrichtungen für alle Krongüter bindend waren. Dazu waren allein die geographischen und klimatischen Voraussetzungen im Reich zu unterschiedlich.
Eine weitverbreitete Legende ist es, das Capitulare räumte den Winzern das Recht ein, den eigenen Wein auszuschenken (vergleiche Straußwirtschaft in den Gebieten Pfalz, Rheinhessen und Rheingau, Besenwirtschaft in Baden und Württemberg oder Heckenwirtschaft in Franken). Eine solche Vorschrift findet sich dort jedoch nicht. Die Legende geht zurück auf eine Fehlübersetzung der lateinischen Worte „coronas de racimis“ (Rosinenkränze), die neben anderen Dingen als Verpflegung in der Kaiserpfalz vorzuhalten waren.

## Pflanzenlisten
Außer im 70. Kapitel werden auch in anderen Kapiteln wichtige Pflanzen und ihre Nutzung behandelt:
- Kapitel 22: Weinbau
- Kapitel 34: Malz (aus Gerste)
- Kapitel 43: linum (Flachs), waisdo (Waid), vermiculo (Scharlach)
- Kapitel 44: milium (Kolbenhirse), panicium (Fenchelhirse), napos insuper (Frühkohl)
- Kapitel 62: canava (Hanf)

Im 70. Kapitel werden schließlich 73 Nutzpflanzen (einschließlich (Heil)kräutern) und 16 verschiedene Obstbäume genannt, die in allen kaiserlichen Gütern von den Verwaltern angepflanzt werden sollten, wenn es die klimatischen Gegebenheiten zuließen.

### Liste der Pflanzen
| Nr. | Lateinische Nennung im Capitulare | Wissenschaftlicher Name                                     | Familie          | Deutscher Name             |
| --- | --------------------------------- | ----------------------------------------------------------- | ---------------- | -------------------------- |
| 1a  | lilium                            | Iris germanica L.                                           | Iridaceae        | Deutsche Schwertlilie      |
| 1b  | lilium                            | Lilium candidum L.                                          | Liliaceae        | Madonnenlilie              |
| 2   | rosas                             | Rosa canina L.                                              | Rosaceae         | Hunds-Rose                 |
| 3   | fenigrecum                        | Trigonella foenum-graecum L.                                | Fabaceae         | Griechisch Heu             |
| 4a  | costum                            | Saussurea costus (Falc.) Lipschitz                          | Asteraceae       | Indische Kostuswurzel      |
| 4b  | costum                            | Tanacetum balsamita L.                                      | Asteraceae       | Frauenminze                |
| 5   | salviam                           | Salvia officinalis L.                                       | Lamiaceae        | Garten-Salbei              |
| 6   | rutam                             | Ruta graveolens L. .                                        | Rutaceae         | Weinraute                  |
| 7   | abrotanum                         | Artemisia abrotanum L. .                                    | Asteraceae       | Eberraute                  |
| 8   | cucumeres                         | Cucumis sativus L. .                                        | Cucurbitaceae    | Gurke                      |
| 9   | pepones                           | Cucumis melo L. .                                           | Cucurbitaceae    | Zuckermelone               |
| 10  | cucurbitas                        | Cucurbita lagenaria L. = Lagenaria siceraria (Mol.) Standl. | Cucurbitaceae    | Flaschenkürbis             |
| 11a | fasiolum                          | Vigna unguiculata (L.) Walp. .                              | Fabaceae         | Kuhbohne                   |
| 11b | fasiolum                          | Dolichos lablab L. = D. purpureus (L.) Sweet                | Fabaceae         | Helmbohne                  |
| 12  | ciminum                           | Cuminum cyminum L.                                          | Apiaceae         | Kreuzkümmel                |
| 13  | ros marinum                       | Rosmarinus officinalis L.                                   | Lamiaceae        | Rosmarin                   |
| 14  | careium                           | Carum carvi L.                                              | Apiaceae         | Kümmel                     |
| 15  | cicerum italicum                  | Cicer arietinum L.                                          | Fabaceae         | Kichererbse                |
| 16  | squillam                          | Urginea maritima (L.) Baker                                 | Hyacinthaceae    | Meerzwiebel                |
| 17  | gladiolum                         | Gladiolus italicus Mill.                                    | Iridaceae        | Siegwurz                   |
| 18a | dragantea                         | Polygonum bistorta L.                                       | Polygonaceae     | Schlangen-Knöterich        |
| 18b | dragantea                         | Artemisia dracunculus L.                                    | Asteraceae       | Estragon                   |
| 19  | anesum                            | Pimpinella anisum L.                                        | Apiaceae         | Anis                       |
| 20a | coloquentidas                     | Citrullus colocynthis (L.) Schrad.                          | Cucurbitaceae    | Koloquinte                 |
| 20b | coloquentidas                     | Bryonia alba L.                                             | Cucurbitaceae    | Weiße Zaunrübe             |
| 21a | solsequiam                        | Heliotropium europaeum L.                                   | Boraginaceae     | Europäische Sonnenwende    |
| 21b | solsequiam                        | Calendula officinalis L.                                    | Asteraceae       | Ringelblume                |
| 21c | solsequiam                        | Cichorium intybus                                           | Asteraceae       | Gemeine Wegwarte           |
| 22a | ameum                             | Ammi copticus L. = Trachyspermum ammi (L.) Sprague          | Apiaceae         | Ammei                      |
| 22b | ameum                             | Meum athamanticum Jacq.                                     | Apiaceae         | Bärwurz                    |
| 23  | silum                             | Laserpitium siler L.                                        | Apiaceae         | Bergkümmel                 |
| 24a | lactucas                          | Lactuca sativa L.                                           | Asteraceae       | Gartensalat                |
| 24b | lactucas                          | Lactuca virosa L.                                           | Asteraceae       | Giftlattich                |
| 25  | git                               | Nigella sativa L.                                           | Ranunculaceae    | Echter Schwarzkümmel       |
| 26  | eruca alba                        | Eruca sativa Mill.                                          | Brassicaceae     | Rauke                      |
| 27  | nasturtium                        | Nasturtium officinale R.Br.                                 | Brassicaceae     | Brunnenkresse              |
| 28  | parduna                           | Arctium lappa L.                                            | Asteraceae       | Große Klette               |
| 29  | puledium                          | Mentha pulegium L.                                          | Lamiaceae        | Polei-Minze                |
| 30a | olisatum                          | Angelica archangelica L.                                    | Apiaceae         | Engelwurz                  |
| 30b | olisatum                          | Smyrnium olusatrum L.                                       | Apiaceae         | Pferde-Eppich              |
| 31  | petresilinum                      | Petroselinum crispum (Mill.) Nym. ex A.W.Hill               | Apiaceae         | Petersilie                 |
| 32  | apium                             | Apium graveolens L.                                         | Apiaceae         | Sellerie                   |
| 33a | levisticum                        | Ligusticum mutellina (L.) Crantz                            | Apiaceae         | Mutterwurz                 |
| 33b | levisticum                        | Levisticum officinale W.D.J.Koch                            | Apiaceae         | Liebstöckel                |
| 34  | savinam                           | Juniperus sabina L.                                         | Cupressaceae     | Sadebaum                   |
| 35  | anetum                            | Anethum graveolens L.                                       | Apiaceae         | Dill                       |
| 36  | fenicolum                         | Foeniculum vulgare Mill.                                    | Apiaceae         | Fenchel                    |
| 37  | intubas                           | Cichorium intybus L.                                        | Asteraceae       | Wegwarte                   |
| 38  | diptamnum                         | Dictamnus albus L.                                          | Rutaceae         | Diptam                     |
| 39  | sinape                            | Sinapis alba L.                                             | Brassicaceae     | Weißer Senf                |
| 40  | satureiam                         | Satureja hortensis L.                                       | Lamiaceae        | Sommer-Bohnenkraut         |
| 41  | sisimbrium                        | Mentha aquatica L.                                          | Lamiaceae        | Wasser-Minze               |
| 42  | mentam                            | Mentha spicata L.                                           | Lamiaceae        | Ähren-Minze                |
| 43  | mentastrum                        | Mentha longifolia L.                                        | Lamiaceae        | Ross-Minze                 |
| 44  | tanazitam                         | Tanacetum vulgare L.                                        | Asteraceae       | Rainfarn                   |
| 45  | neptam                            | Nepeta cataria L.                                           | Lamiaceae        | Katzenminze                |
| 46a | febrefugiam                       | Centaurium erythraea Rafn                                   | Gentianaceae     | Echtes Tausendgüldenkraut  |
| 46b | febrefugiam                       | Tanacetum parthenium (L.) Schultz Bip.                      | Asteraceae       | Mutterkraut                |
| 47  | papaver                           | Papaver somniferum L.                                       | Papaveraceae     | Schlafmohn                 |
| 48  | betas                             | Beta vulgaris L. ssp. vulgaris convar. cicla (L.) Alef      | Chenopodiaceae   | Schnittmangold             |
| 49  | vulgigina                         | Asarum europaeum L.                                         | Aristolochiaceae | Haselwurz                  |
|     | mismalvas                         |                                                             | Sammelbegriff    |                            |
| 50  | altaea                            | Althaea officinalis L.                                      | Malvaceae        | Echter Eibisch             |
| 51  | malvas                            | Malva sylvstris L.                                          | Malvaceae        | Wilde Malve                |
| 52  | carvitas                          | Daucus carota L.                                            | Apiaceae         | Möhre                      |
| 53  | pastenacas                        | Pastinaca sativa L.                                         | Apiaceae         | Pastinak                   |
| 54  | adripias                          | Atriplex hortensis L.                                       | Chenopodiaceae   | Gartenmelde                |
| 55  | blidas                            | Amaranthus blitum L.                                        | Chenopodiaceae   | Aufsteigender Fuchsschwanz |
| 56a | ravacaulos                        | Brassica rapa L. emend. Metzg. ssp. rapa                    | Brassicaceae     | Stoppelrübe                |
| 56b | ravacaulos                        | Brassica oleracea var. gongylodes L.                        | Brassicaceae     | Kohlrabi                   |
| 57  | caulos                            | Brassica oleracea L.                                        | Brassicaceae     | Kohl                       |
| 58a | uniones                           | Allium fistulosum L.                                        | Alliaceae        | Winterzwiebel              |
| 58b | uniones                           | Allium ursinum L.                                           | Alliaceae        | Bärlauch                   |
| 59  | britlas                           | Allium schoenoprasum L.                                     | Alliaceae        | Schnittlauch               |
| 60  | porros                            | Allium porrum L.                                            | Alliaceae        | Breitlauch                 |
| 61  | radices                           | Raphanus sativus L. var. niger                              | Brassicaceae     | Rettich                    |
| 62  | ascalonias                        | Allium cepa L. var. ascalonicum                             | Alliaceae        | Schalotte                  |
| 63  | cepas                             | Allium cepa L. var cepa                                     | Alliaceae        | Küchenzwiebel              |
| 64  | alia                              | Allium sativum L.                                           | Alliaceae        | Knoblauch                  |
| 65  | warentiam                         | Rubia tinctorum L.                                          | Rubiaceae        | Krapp                      |
| 66a | cardones                          | Dipsacus sativus (L.) Scholl.                               | Dipsacaceae      | Weber-Karde                |
| 66b | cardones                          | Cynara cardunculus L.                                       | Asteraceae       | Kardone                    |
| 67  | fabas maiores                     | Vicia faba L.                                               | Fabaceae         | Saubohne                   |
| 68  | pisos Mauriscos                   | Pisum sativum L.                                            | Fabaceae         | Erbse                      |
| 69  | coriandrum                        | Coriandrum sativum L.                                       | Apiaceae         | Echter Koriander           |
| 70  | cerfolium                         | Anthriscus cerefolium (L.) Hoffm.                           | Apiaceae         | Garten-Kerbel              |
| 71  | lacteridas                        | Euphorbia lathyris L.                                       | Euphorbiaceae    | Kreuzblättrige Wolfsmilch  |
| 72  | sclareiam                         | Salvia sclarea L.                                           | Lamiaceae        | Muskatellersalbei          |
| 73  | Jovis barbam                      | Sempervivum tectorum L.                                     | Crassulaceae     | Dach-Hauswurz              |

### Liste der Bäume
Nach sechzehn Baumarten (bis Nr. 89) werden separat noch vier Apfelsorten aufgeführt (Nr. 90).
| Nr. | Lat. Bezeichnung im Capitulare | Botanischer Name                 | Familie      | Deutscher Name     |
| --- | ------------------------------ | -------------------------------- | ------------ | ------------------ |
| 74a | pomarios                       | Malus domestica Borkh.           | Rosaceae     | Apfelbaum          |
| 74b | pomarios                       | Citrus aurantium L.              | Rutaceae     | Pomeranze          |
| 75  | pirarios                       | Pyrus communis L.                | Rosaceae     | Birnbaum           |
| 76  | prunarios                      | Prunus domestica L.              | Rosaceae     | Pflaumenbaum       |
| 77  | sorbarios                      | Sorbus domestica Borkh.          | Rosaceae     | Speierling         |
| 78  | mespilarios                    | Mespilus germanica L.            | Rosaceae     | Mispel             |
| 79  | castanearios                   | Castanea sativa Mill.            | Fagaceae     | Esskastanie        |
| 80  | persicarios                    | Prunus persica (L.) Batsch       | Rosaceae     | Pfirsich           |
| 81  | cotoniarios                    | Cydonia oblonga Mill.            | Rosaceae     | Quitte             |
| 82  | avellanarios                   | Corylus avellana L.              | Betulaceae   | Gemeine Hasel      |
| 83  | amandalarios                   | Prunus dulcis (Mill.) D. A. Webb | Rosaceae     | Mandel             |
| 84  | morarios                       | Morus L.                         | Moraceae     | Maulbeerbaum       |
| 85  | lauros                         | Laurus nobilis L.                | Lauraceae    | Echter Lorbeer     |
| 86  | pinos                          | Pinus pinea L.                   | Pinaceae     | Pinie              |
| 87  | ficus                          | Ficus carica L.                  | Moraceae     | Feige              |
| 88  | nucarios                       | Juglans regia L.                 | Juglandaceae | Echter Walnussbaum |
| 89a | ceresarios                     | Prunus avium L.                  | Rosaceae     | Süßkirsche         |
| 89b | ceresarios                     | Prunus cerasus L.                | Rosaceae     | Sauerkirsche       |
| 90  | malorum nomina                 |                                  |              | Apfelsorten        |
| a   | gozmaringa                     |                                  |              | Gosmaringer        |
| b   | geroldinga                     |                                  |              | Geroldinger        |
| c   | crevedella                     |                                  |              | Krevedellen        |
| d   | sperauca                       |                                  |              | Speieräpfel        |

### Deutung der lateinischen Bezeichnungen
Die zum großen Teil lateinischen Bezeichnungen im Capitulare de villis entsprechen nicht den heutigen botanischen Namen. Die Deutung erfolgt zum Teil unter Vergleich von Pflanzenbeschreibungen anderer antiker Autoren wie etwa Dioscorides. Hermann Fischer nannte 1929 pro Aufzählung bis zu sieben Alternativen. Zu nennen ist auch die Arbeit durch Rudolf von Fischer-Benzon 1894.
In der Originalfassung findet man zum Beispiel pomarios diversi generis (74a und 74b), was nach neuesten Kenntnissen bedeutet: Obstbäume verschiedener Art. Das erscheint bei Dericks-Tan und Vollbrecht 2009 logisch, da später in der Liste (90) malorum nomina = Namen der Apfelsorten mit vier Apfelsorten aufgeführt ist.
Unter costum werden zumeist die Indische Kostuswurzel (Saussurea costus) oder die als Ersatz dafür benutzte Frauenminze (Tanacetum balsamita) verstanden, seltener die in der Antike und im Mittelalter ebenfalls schon im Abendland bekannte Kostwurz (Costus speciosus).

## Umsetzung
Von den Hofgütern Asnapium und Treola liegen zwei Breviarien (Güterverzeichnisse) vor, die die gezüchteten Pflanzen inventarisieren. Beide Güter sollen in Südfrankreich gelegen haben. Asnapium weist 28 Pflanzen (20 Blumen- und Gemüsearten, 8 Obstbäume) auf, Treola 37 Pflanzen (27 Blumen- und Gemüsearten, 10 Obstarten).
Walafried Strabo, ab 842 Abt des Klosters Reichenau, nennt in seinem Lehrgedicht über den Gartenbau (Liber de cultura hortorum, das 1510 unter dem Titel Hortulus in Wien von Vadian gedruckt wurde) in der Reihenfolge der Pflanzlinge vom Capitulare de villis 24 Gartenpflanzen der Reichenauer Beetanlage und bringt sie mit der christlichen Heilslehre in Verbindung.
Wahrscheinlich sollte das Capitulare auch dort im Reich gelten, wo es nicht komplett umsetzbar war. Einige Pflanzen, vor allem der Lorbeerbaum und der Feigenbaum, gediehen seinerzeit nur in Südfrankreich. Insofern sollte das Capitulare nicht einen vorhandenen Standard festschreiben, sondern war als Reformprogramm gedacht, das von den Adressaten der Vorschriften so weit wie möglich umzusetzen war. So gedeihen Feigen, Mandelbäume und Edelkastanien tatsächlich auch in klimatisch begünstigten Gebieten Süddeutschlands wie dem Oberrheingraben und an den Hängen seiner Randgebirge. In anderen Gebieten ging es vermutlich um eine Verbreiterung des Angebotes.

## Karlsgärten
Im 20. und 21. Jahrhundert wurden Karlsgärten angelegt, um das Gartenkonzept des Capitulare de villis ganz oder in Teilen umzusetzen und zu demonstrieren.

## Werkausgabe
- Carlrichard Brühl (Hrsg.): Capitulare de villis: Cod. Guelf. 254 Helmst. der Herzog-August-Bibliothek Wolfenbüttel. Stuttgart 1971 (= Dokumente zur deutschen Geschichte in Faksimiles, I, 1).